# Combate de Martín García (1853)
El Combate de Martín García librado el 18 de abril de 1853 en aguas de esa isla del Río de la Plata enfrentó a las escuadras de la Confederación Argentina y del Estado de Buenos Aires en el marco de la guerra provocada por el desconocimiento del gobierno porteño de las autoridades nacionales.

## Antecedentes
Tras la caída de Juan Manuel de Rosas pronto estalló el conflicto entre la provincia de Buenos Aires y la Confederación Argentina bajo Justo José de Urquiza.
La suerte de la guerra fue en sus comienzos contraria a la fuerza naval del estado rebelde y en rápida sucesión fue capturado el bergantín goleta Maipú y se perdió la Santa Clara en el canal de San Fernando.
Mientras la Confederación adquiría y armaba el vapor Constitución en Montevideo, el gobierno porteño adquirió y armó en guerra el vapor La Merced, el bergantín Enigma, el lugre Fama, la goleta Luisa, la goleta Cármen y una barca destinada a pontón, mientras que preparaba varias pequeñas embarciones para vigilar la boca del Riachuelo.
El 7 de febrero se nombró al coronel polaco Floriano Zurowski al frente de la escuadra y como Comandante en Jefe de las Fuerzas Marítimas de la provincia, dependiente del Ministerio de la Guerra y la Comandancia General de Marina.
Antes de que la escuadra iniciara sus operaciones el vapor La Merced cayó en poder de la Confederación y el coronel John Halstead Coe se pasó a la Confederación, siendo nombrado por Urquiza nuevo comandante de la escuadra nacional que operaba en las aguas de la isla Martín García.
Mientras tenían lugar negociaciones de paz, la escuadrilla porteña navegó por la costa del sur adiestrando sus tripulaciones. Fracasado el acuerdo, regresó al puerto de Buenos Aires y el domingo 17 de abril a las 8 horas se dio a la vela dirigiéndose al canal de Martín García en busca de la escuadra nacional. A decir de José Luis Bustamante: "Grandes esperanzas se cifraban en esas fuerzas que en un día podían decidir de los destinos de Buenos Aires y asegurar para siempre los de la Provincia. Ella era superior á la de los enemigos en el número de buques en su artillería y personal de sus tropas. La escuadrilla fondeó en la misma tarde de aquel día en la parte más estrecha del canal de Martín García, á su entrada por la parte inferior, á la vista de la escuadra enemiga que se hallaba en las inmediaciones de aquella isla."

## Martín García
En efecto, a las 14 horas la escuadra porteña fondeó a 13 millas de la isla en espera del bergantín goleta Chacabuco. Zurowski aprovechó la espera para efectuar una junta de guerra a bordo del Enigma. Al anochecer se divisaron buques nacionales acercándose con rumbo NE y el comandante porteño, habiendo llegado al paso más estrecho y ante las manifestaciones del práctico José Jamton de que "no podría distinguir con la vista los puntos necesarios en la Isla" fondeó nuevamente "al través del canal N a S alineados con el frente al O", a la altura de la isla de Hornos, entre Martín García y los cerros de San Juan.
A las 2:30 de la madrugada se divisaron las chispas que se desprendían de la chimenea de un vapor, por lo que el 11 de Septiembre hizo un disparo de aviso y lo abordó, comprobándose que era el vapor mercante Progreso, en viaje de Salto a Montevideo, y dejándoselo en libertad.

### Fuerzas contendientes
Las fuerzas en oposición eran las siguientes:
La escuadra del Estado de Buenos Aires alineaba los buques:
- bergantín Enigma insignia Guillermo Turner 12 cañones de a 24 y 12
- pailebot 9 de Julio, Simón Fidanza, 3 cañones
- goleta Santa Clara, José Murature, 5 cañones
- bergantín goleta Chacabuco, Rafael Pittaluga, 5 cañones
- lugre 11 de Septiembre (a.La Fama), Vicente Pierallini, 9 cañones
- bergantín goleta Mayo, Pérez, 4 cañones

La escuadra nacional estaba compuesta de las siguientes naves:
- vapor Correo, Mariano Cordero, 2 cañones de a 12 y 6 de a 10
- vapor La Merced, Bartolomé Cordero, 2 de a 8
- vapor Constitución, Santiago Maurice, 2 de a 20
- bergantín Maipú (ex Fama), José María Cordero, 7 de a 16

### La batalla
Ya avanzada la mañana del 18 de abril, Zurowski dio la orden de levar anclas: "Como si esta señal hubiese sido hecha para el enemigo, los buques de este se pusieron en el acto en marcha y á consecuencia de esto se dio la señal a fin de que estuviese pronta al combate."
Los tres vapores nacionales, con el Maipú a remolque del Correo, se dirigieron a toda máquina sobre la escuadra porteña que lentamente se preparaba para el combate. 
Zurowski, perdiendo de vista su posición como jefe de a escuadra, se vio reducido a tratar de poner en batalla al Enigma sin mayor éxito: "en vano se podía esperar un golpe de mano de su pasiva tranquilidad inglesa, los vapores enemigos estaban ya cerca y era necesario armar la batería en tanto que una y otra cosa podía ejecutarse simultáneamente."
El 11 de Septiembre y el Chacabuco iniciaron el fuego con sus colizas. Al ponerse a tiro el Correo, la batería de estribor del Enigma hizo fuego pero las 4 carronadas se desmontaron quedando fuera de servicio, mientras la oficialidad abandonaba sus puestos:"á la primera descarga de la batería del Enigma casi todos los oficiales ingleses desaparecieron de cubierta quedando solamente el Comandante Turner con el objeto de persuadirme á arriar la bandera y entregarnos porpue era inútil hacer sacrificar la gente, pero á una mirada mia él se retiró sin volver á aparecer".
Mientras La Merced y el Constitución avanzaban contra la Santa Clara y el Chacabuco, que formaban en el flanco norte de la línea porteña, la Santa Clara al mando de Murature consiguió alzar sus velas y se dirigió sobre el vapor Merced intentando abordarlo por la proa, pero con mayor maniobrabilidad, el vapor consiguió evitarlo y descargar sus baterías sobre el bergantín que continuó enfrentando la escuadra enemiga. Zurowski describiría en su parte "Un oficial de marina de cualquier nación del mundo que hubiera presenciado á aquel buque girar para atravesar la popa del bergantín, entre la escuadra enemiga, burlando con su fuego los designios de esta, y en medio de las averías que había sufrido por haber amenazado ruina á todos y cada uno de los buques enemigos, rehacer inmediatamente sus averías con toda la destreza marítima, no habría podido menos de admirarse."
Por su parte, el Chacabuco consiguió a su turno desplegar sus velas pero una descarga del Maipú destrozó el pique de la vela mayor por lo que se alejó de la lucha.
En el ala sur de la línea porteña la 9 de Julio y la Mayo se hicieron a la vela con dirección E para recién entonces hacer fuego sobre la flota nacional.
Desarticulados ambos flancos, los vapores se volvieron sobre el Enigma que aún no se había hecho a la vela. Zurowski, auxiliado por Alejandro Murature consiguió organizar la batería de babor y al paso de los adversarios los recibió con una descarga de sus carronadas de babor pero nuevamente "cayeron desmontadas las carronadas del referido flanco causando muchas heridas así como las metrallas enemigas".
La situación del lugre 11 de Septiembre era también desesperada: al hacerse a la vela encalló sobre el banco de Santa Ana y aunque continuó por un tiempo el fuego con una batería de flanco quedó pronto a merced de la flota adversaria.
Zurowski continuaba abocado a su buque insignia y ajeno a la evolución de la batalla:"Ocupado con mi Ayudante siendo los únicos oficiales de marina yo y él que estuviésemos sobre cubierta ocupados en colocar en batería los cañones y cuidar que la bandera no fuese arriada por la cobardia de otros, no pudo el que firma contraerse lo bastante á los demás buques de la Escuadra, tanto más que los enemigos volvían á cada instante á renovar sus tiros de metralla, de cuya resulta calcula el infrascripto caerían setenta entre muertos y heridos."
En dos oportunidades la bandera fue arriada pero Alejandro Muratore la volvió a izar. En la segunda ocasión, uno de los oficiales ingleses le disparó con su pistola y Muratore se salvó al impactar la bala en las monedas que llevaba en el cinturón. Antes que volviera a disparar con su segunda pistola, el capitán de infantería de mar Vialardi lo golpeó.
Tras hacer fuego con el último cañón en operaciones, la driza de la bandera fue cortada por lo que esta cayó al agua. Zurowski fue a la cámara a comunicar a Turner que pasaría a otro buque y seguido de Muratore, Vialardi y unos pocos soldados y tripulantes abandonó el Enigma, que se rindió a los nacionales.
Perseguido por el Correo la lancha del Enigma se dirigió a la Santa Clara. Tras recibir algunos tiros de metralla consiguió abordar el buque de Murature, que de inmediato varó.
Puesta a flote la nueva nave insignia, Zurowski intentó reunir la escuadra pero el Chacabuco permanecía lejos y varado el 1 de Septiembre la situación "hizo estremecer aún la valiente tripulación de la Santa Clara e hízola abandonar la idea de volver al combate a pesar de los esfuerzos de la oficialidad".
Zurowki decidió entonces volver con los buques restantes a Buenos Aires, huyendo aguas abajo por encima de los bancos. En su parte afirmaba que "Este fue el momento más terrible para mi porque teniendo casi segura la victoria abandonamos el terreno a los vencidos estando los vapores bastante dañados."
Sin embargo la realidad era diferente. Con dos buques rendidos tras el confuso combate de tres horas la victoria de la Confederación era clara e irreversible. El Chacabuco estaba tan dañado que tras ser reconocido por los vencedores fue abandonado a su suerte con muertos y heridos a bordo.
Las bajas fueron para los buques de Buenos Aires de unos 60 hombres, incluyendo el comandante Pittaluga y dos oficiales y para los nacionales de unos 30 hombres.

### Consecuencias
Los restos de la Escuadra de Buenos Aires consiguieron llegar a puerto sin ser perseguidos. Pronto se envió un remolque en busca del Chacabuco que consiguió ser trasladado a Buenos Aires. El cadáver del comandante Pitaluga fue recibido con honores y depositado en el panteón de la Catedral Metropolitana de Buenos Aires.
Tras recibir el parte de Zurowski, en un primer momento el gobierno porteño decidió apoyarlo. En una comunicación del Ministerio de Guerra y Marina manifestaba:

"El Gobierno ha recibido el parte circunstanciado, en que VS da cuenta del Combate Naval que tuvo lugar el 18 del corriente en las inmediaciones de Martín García. El Gobierno ha visto con pesar que el éxito no ha correspondido al valor de nuestros marinos, pero le queda la satisfacción como debe también quedarle á VS y á los valientes que tiene á sus órdenes, que el honor de nuestra bandera ha quedado sin mancha y el de nuestras armas bien puesto. El no será empañado por la traición y cobardía de unos pocos que prefirieron un puñado de oro á nobles aspiraciones de un guerrero, renunciando para siempre á la verdadera gloria para arrastrarse durante toda su vida con deshonor é ignominia. El Gobierno quiere que VS haga entender á los fieles marinos de la escuadra de su mando, y muy especialmente á los que se han distinguído y que recomienda en su parte, que aún cuando sus esfuerzos no hayan sido coronados por la victoria reconoce el mérito que han contraido, y que el pueblo cuyos derechos han sostenido reconoce también en ellos á sus dignos defensores. Este Ministerio al transmitir á VS estos sentimientos se hace un placer en darle á VS en particular las seguridades de su estimación y consideración distinguida. Dios guarde á VS muchos años."
José María Paz, Ministerio de Guerra y Marina, Buenos Aires, Abril 24 de 1853

Sin embargo, al conocerse los pormenores del combate, reconocidos en su propio parte, con la excepción de los Murature, Zurowski y los restantes comandantes porteños fueron duramente censurados por el "desorden de sus buques" y José Murature fue puesto al mando de los restos de la escuadra.
El 23 de abril la escuadra al mando de Coe se presentó frente al puerto de Buenos Aires "para establecer por agua un riguroso bloqueo en la parte del puerto que dominan los revolucionarios de la Plaza de Buenos Aires", según establecían las órdenes de Urquiza, con lo que se completó el asedio terrestre. Compuesta por los vapores Correo (insignia), Constitución y La Merced, reforzados por las nuevas presas, el Enigma y el 11 de Septiembre, empezó a detener la entrada de los buques neutrales procedentes de Montevideo con víveres: "Ese desastre causó grande impresión en la Capital porque muy luego debía seguirse el bloqueo del puerto y las consecuencias de una situación verdaderamente afligente. No había abundancia de viveres en la Plaza el comercio se hallaba ya bastante reducido por las multiplicadas dificultades que se le oponían y por el reducido consumo de la Capital después de perdida la superioridad en las aguas."
El bloqueo fue inmediatamente reconocido por los jefes de las estaciones navales extranjeras, limitándose a obtener una prórroga en los seis días de plazo para que los buques extranjeros dejaran Balizas Interiores y los veinte para abandonar las exteriores. Si bien el bloqueo no era suficiente para cubrir un frente tan extenso, la situación del gobierno rebelde era crítica. 
Finalmente lo que salvaría a la ciudad y lograría el fin del sitio sería el soborno del comandante nacional Coe que bien pagado por el gobierno porteño para renunciar "para siempre á la verdadera gloria para arrastrarse durante toda su vida con deshonor é ignominia", en palabras de Paz, entregó la escuadra a sus adversarios, secundado por Luis Cabassa, José María Pinedo y Guillermo Turner, que así volvía a Buenos Aires. Los hermanos Bartolomé, José María y Mariano Cordero, Augusto Lasserre y Santiago Maurice permanecieron fieles a la Confederación.